# Martin Molitor
Martin Molitor (* 27. August 1966 in Hagen) ist ein deutscher Schauspieler.

## Leben
Martin Molitor arbeitete viele Jahre unter anderem am Prinzregenttheater in Bochum und an verschiedenen anderen Theatern in Nordrhein-Westfalen. Danach spielte er u. a. am Theater Erlangen, den Wuppertaler Bühnen, dem Theater Hebbel am Ufer (HAU) in Berlin, dem Deutschen Nationaltheater Weimar sowie am Deutschen Theater Berlin. Er ist auch als Sprecher für Hörspiel-, Funk- und Hörbuchproduktionen sowie als Übersetzer literarischer Werke (u. a. von Martin McDonagh) tätig. Außerdem verfasste er zusammen mit Christian Seltmann die 2007 am damaligen Theater Tribüne in Berlin uraufgeführte Komödie Dackelknacken. 2005 inszenierte er Maß für Maß von William Shakespeare für das Theater Poetenpack in Potsdam und 2008 Othello ebenfalls von William Shakespeare am Neuen Schauspiel in Erfurt. Aufsehen erregte 2008 die Inszenierung des Romans Die Reise von Bernward Vesper durch Eike Hannemann am Theater Erlangen, in der er eine der drei Hauptrollen spielte. Am Landestheater Tübingen stand er in Nipplejesus von Nick Hornby und an der Vaganten Bühne in Berlin unter anderem in Der Tod eines Bienenzüchters von Lars Gustafsson auf der Bühne. Von 2012 bis 2015 war er Mitglied im Schauspielensemble des Theaters für Niedersachsen (TfN) in Hildesheim. Danach führten ihn Engagements u. a. an das Grenzlandtheater in Aachen, das Stadttheater Fürth, die Schauspielbühnen Stuttgart und das Hans Otto Theater in Potsdam. Zuletzt war er mit den Produktionen Tod eines Handlungsreisenden von Arthur Miller, Aus dem Nichts von Miraz Bezar nach dem Drehbuch von Fatih Akin und Hark Bohm und Gott von Ferdinand von Schirach mehrmals für das Euro-Studio Landgraf auf Tournee durch Deutschland, Österreich und die Schweiz.